# Jette Kuipers
Jette Kuipers (* 23. Juli 2002 in Tubbergen) ist eine niederländische Volleyballspielerin.

## Karriere
Kuipers begann ihre Karriere bei Dynamo Tubbergen. Im Januar 2018 nahm sie mit den niederländischen Juniorinnen an der U17-Europameisterschaft teil. Im selben Jahr ging sie zum Talentteam Papendal. 2021 wechselte die Außenangreiferin zu Apollo 8 Borne. 2024 wurde sie vom deutschen Bundesligisten VfB 91 Suhl verpflichtet.